# U.S. Men's Clay Court Championships 2009
U.S. Men's Clay Court Championships 2009 — тенісний турнір, що проходив на ґрунтових кортах у місті Х'юстон, США з 6 квітня . Належав до категорії ATP World Tour 250.

## Фінальна частина

### Одиночний розряд
Ллейтон Г'юїтт —  Вейн Одеснік 6–2, 7–5

### Парний розряд
Боб Браян /  Майк Браян —  Джессі Лівайн /  Раян Світінг 6–1, 6–2